# Stetten (Niederösterreich)
Stetten ([ˈʃtɛtn̩] ⓘ) ist eine Gemeinde mit 1388 Einwohnern (Stand 1. Jänner 2025) im Bezirk Korneuburg, östliches Niederösterreich. Die Ortschaft liegt etwa 18 km nördlich von Wien und 4 km nordöstlich des Donauknies bei Korneuburg.

## Geografie

Stetten nördlich des Bisamberges, um 1873 (Aufnahmeblatt der Landesaufnahme)

Stetten liegt im Weinviertel in Niederösterreich. Die Fläche der Gemeinde umfasst 7,7 km². 9,54 Prozent der Fläche sind bewaldet.

### Gemeindegliederung
Es existieren keine weiteren Katastralgemeinden außer Stetten. In der Ortschaft liegt auch der Ort Am Teiritz.

### Nachbargemeinden
|            | Harmannsdorf                                |            |
| Leobendorf | Kompassrose, die auf Nachbargemeinden zeigt | Enzersfeld |
|            | Hagenbrunn                                  |            |

## Geschichte
Im Jahr 1187 wurde der Ort „Stetin“ das erste Mal urkundlich erwähnt. Stetten wurde damals dem Stift Klosterneuburg als Lehen übergeben. Im 14. Jahrhundert wurde Stetten eine selbständige Seelsorgeeinheit.
Auch in dieser Zeit wurde der Ort nicht vor kriegerischen Auseinandersetzungen verschont. Für das gegen die Türken aufgebotene Reichsheer mussten 1529 Quartiere und Verpflegung bereitgestellt werden. Im 17. Jahrhundert prägten der Dreißigjährige Krieg, die Pest und die Zweite Wiener Türkenbelagerung die Geschichte von Stetten. 1685 erhielt Stetten sein eigenes Dorfrecht. Auch im 18. Jhdt. litt die Bevölkerung unter der Pest im Ort.
Das Jahr 1809 ging als das Jahr der Franzosenkriege in die österreichische Geschichte ein. Im Raum Stetten/Korneuburg kam es auch zu kriegerischen Auseinandersetzungen. Viele Stettner flüchteten in die umliegenden Wälder. Die Zeit nach dem Wiener Kongress brachte wieder wirtschaftlichen Aufschwung. Mit Lebensmitteln und Wein konnten in Wien hohe Preise erzielt werden. Die Wirren von 1848 betrafen Stetten nicht wesentlich, die darauf folgende neue Reichsverfassung führte aber dazu, dass Stetten eine eigenständige Verwaltung bekam. Im Jahr 1850 fand die Wahl des ersten Bürgermeisters statt. Ende des 19. Jahrhunderts war eine friedliche Zeit für den kleinen Ort. 1904 konnte die neue Kirche feierlich eröffnet werden. 40.000 Kronen aus der Gemeindekassa wurden zur Errichtung der Landesbahn zur Verfügung gestellt. Die beiden Weltkriege bedeuteten jedoch wieder großes Leid. Danach ging es stetig aufwärts.
In den letzten Jahrzehnten wandelte sich Stetten vom rein bäuerlichen Dorf zu einer Bevölkerungsstruktur, in der fast alle Berufsgruppen vertreten sind. Nach wie vor ist Stetten jedoch ein Ort, der für seine Heurigen und Weingärten bekannt ist. Im Jahr 1987 wurde eine 800-Jahr-Feier abgehalten, für die vom bereits verstorbenen Dechant Josef Levit ein Heimatbuch verfasst wurde. Mit Beschluss der NÖ Landesregierung vom 17. März 1987 ist die Gemeinde Stetten berechtigt, ein Gemeindewappen zu führen. Seit 2006 ist Stetten Mitglied des Regionalentwicklungsvereins 10 vor Wien.

## Bevölkerungsentwicklung
| Stetten: Einwohnerzahlen von 1869 bis 2025          | Stetten: Einwohnerzahlen von 1869 bis 2025 | Stetten: Einwohnerzahlen von 1869 bis 2025 | Stetten: Einwohnerzahlen von 1869 bis 2025 | Stetten: Einwohnerzahlen von 1869 bis 2025 |
| --------------------------------------------------- | ------------------------------------------ | ------------------------------------------ | ------------------------------------------ | ------------------------------------------ |
| Jahr                                                |                                            |                                            |                                            | Einwohner                                  |
| 1869                                                | 1869                                       |                                            | 535                                        | 535                                        |
| 1880                                                | 1880                                       |                                            | 577                                        | 577                                        |
| 1890                                                | 1890                                       |                                            | 641                                        | 641                                        |
| 1900                                                | 1900                                       |                                            | 740                                        | 740                                        |
| 1910                                                | 1910                                       |                                            | 820                                        | 820                                        |
| 1923                                                | 1923                                       |                                            | 918                                        | 918                                        |
| 1934                                                | 1934                                       |                                            | 931                                        | 931                                        |
| 1939                                                | 1939                                       |                                            | 891                                        | 891                                        |
| 1951                                                | 1951                                       |                                            | 796                                        | 796                                        |
| 1961                                                | 1961                                       |                                            | 851                                        | 851                                        |
| 1971                                                | 1971                                       |                                            | 878                                        | 878                                        |
| 1981                                                | 1981                                       |                                            | 886                                        | 886                                        |
| 1991                                                | 1991                                       |                                            | 912                                        | 912                                        |
| 2001                                                | 2001                                       |                                            | 1.065                                      | 1.065                                      |
| 2011                                                | 2011                                       |                                            | 1.256                                      | 1.256                                      |
| 2021                                                | 2021                                       |                                            | 1.354                                      | 1.354                                      |
| 2025                                                | 2025                                       |                                            | 1.388                                      | 1.388                                      |
| Quelle(n): Statistik Austria, Gebietsstand 1.1.2021 |                                            |                                            |                                            |                                            |

Viele Gemeinden im Wiener Umland wachsen stark. Nach dem Süden trifft das auch verstärkt auf den Norden von Wien zu. Im Jahr 2016 zogen 1.688 Menschen von Wien ins Weinviertel. War in den vergangenen Jahrzehnten die Geburtenbilanz in Stetten um null, so wuchs sie im Zeitraum 2001 bis 2011 auf +55. Im gleichen Zeitraum war die Wanderungsbilanz noch stärker positiv: 136 mehr Menschen zogen nach Stetten als von Stetten weg.

## Kultur und Sehenswürdigkeiten

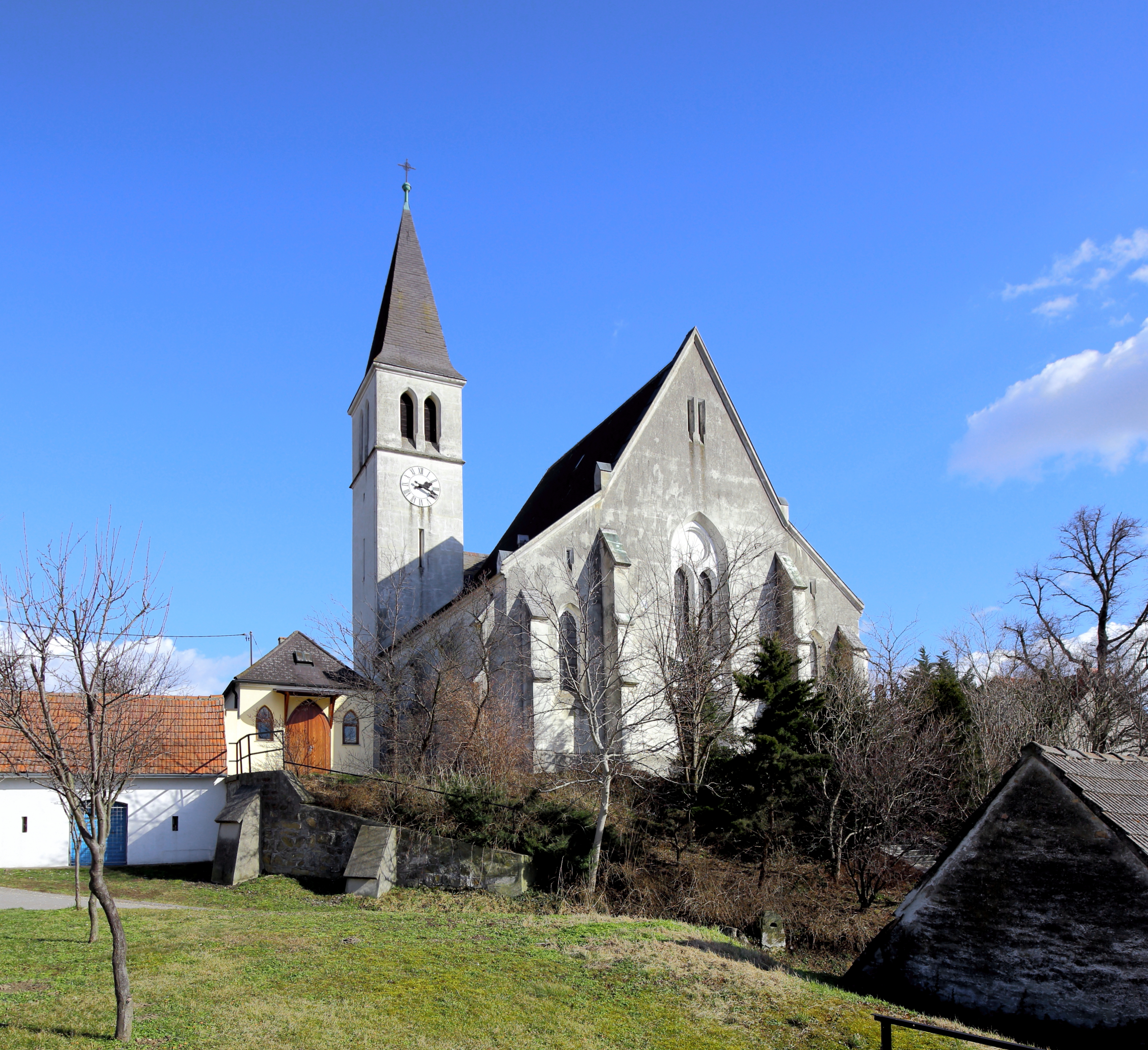
Pfarrkirche Stetten

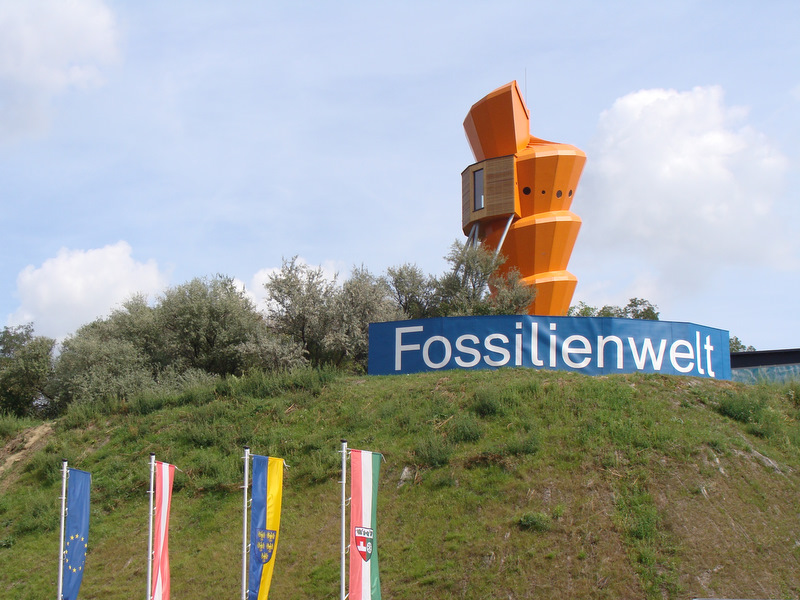
Fossilienwelt Weinviertel

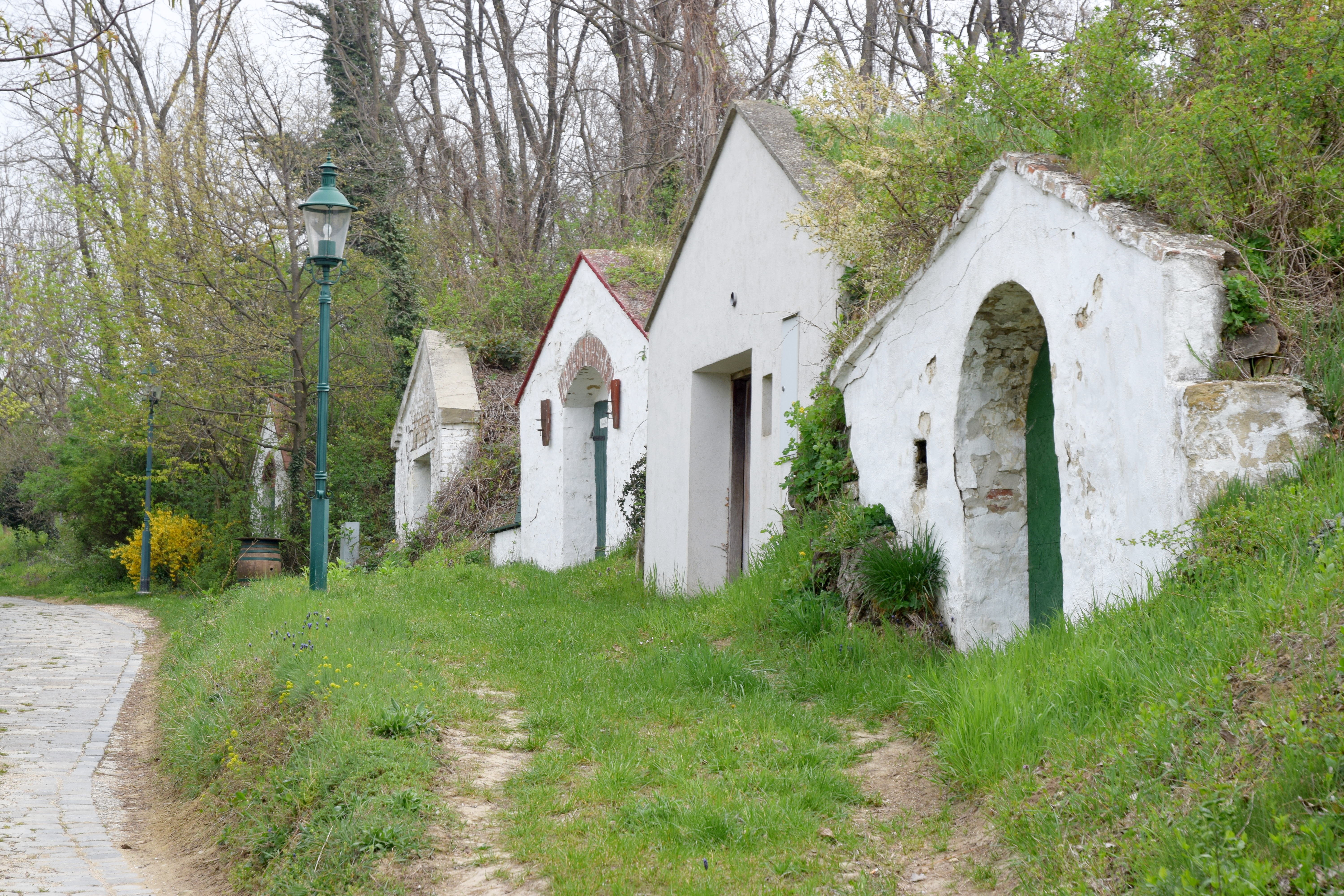
Kellergasse Hundsleiten

- Katholische Pfarrkirche Stetten hl. Ulrich
- Die Fossilienwelt Weinviertel ist ein Museum zum größten zugänglichen fossilen Austernriff der Erde. Dieses Riff stammt aus der Zeit vor rund 17 Millionen Jahren (Neogen, Miozän und Karpat.[3]) Die im Flachmeer des späteren Korneuburger Beckens lebenden Austern wurden durch eine Flutwelle plötzlich verschüttet. Das freigelegte, bei Führungen zu besichtigende Riff liegt am Abgang eines Hügels und misst etwa 20 mal 5 Meter; die einzelnen Muschelschalen stehen wirr durcheinander und haben Größen von etwa 10 bis 25 cm.

## Wirtschaft und Infrastruktur
Nichtlandwirtschaftliche Arbeitsstätten gab es im Jahr 2001 38, land- und forstwirtschaftliche Betriebe nach der Erhebung 1999 29. Die Zahl der Erwerbstätigen am Wohnort betrug nach der Volkszählung 2001 529. Die Erwerbsquote lag 2001 bei 51,17 Prozent.
Weiters befindet sich in der Gemeinde das Umspannwerk Bisamberg, welches im Verbundnetz der Verbund AG (AGP) neben Freiluftschaltanlagen für das 220-kV-Netz der Donaukraftwerke und einer Gasisolierten Schaltanlage für 110 kV auch eine 380-kV-Schaltanlage umfasst.

### Unternehmen
- Weingut Pfaffl

### Öffentliche Einrichtungen
Stetten hat zwei Kindergärten und eine Volksschule.

### Verkehr
- Straßen: Durch Stetten verlaufen zwei Landesstraßen: Die L33 (in Nord-Süd-Richtung) und die L1113 (in Ost-West-Richtung). Um den steigenden Verkehr in den Umlandgemeinden von Wien zu bündeln und aus den Ortschaften zu entfernen, wurde die Schnellstraße S1 gebaut und 2010 eröffnet.[6] Im Zuge des UVP-Verfahrens zur S 1 wurden seitens der Gemeinde Stetten mehrere Forderungen und Verbesserungsvorschläge in das Projekt eingearbeitet. So wird die S 1 im Gemeindegebiet von Stetten in Tieflage mit durchgehender Einhausung ausgeführt. Eine weitere wichtige Forderung von Stetten war die Verkehrsentlastung der Landesstraße 33 durch eine Umfahrung nördlich von Stetten in Richtung Bundesstraße 6 (Laaer Straße). Seit 20. September 2024 entlastet die Umfahrung Harmannsdorf-Tresdorf Stetten vom Durchzugsverkehr auf der Landesstraße 33. Mit dem Bau der Umfahrung Harmannsdorf wurde 2021 begonnen. Sie soll die Orte Harmannsdorf-Rückersdorf, Tresdorf, Seebarn und Stetten entlasten.[7]

- Wanderwege: Durch das Gemeindegebiet verlaufen mit dem Weinviertelweg, dem Niederösterreichischen Landesrundwanderweg, dem Ostösterreichischen Grenzlandweg und dem Europäischen Fernwanderweg E8 mehrere überregionale Weitwanderwege.

## Politik

### Gemeinderat
Der Gemeinderat hat 19 Mitglieder.
- Mit den Gemeinderatswahlen in Niederösterreich 1990 hatte der Gemeinderat folgende Verteilung: 8 SPÖ, 5 ÖVP und 2 Bürgerliste Stetten. (15 Mitglieder)
- Mit den Gemeinderatswahlen in Niederösterreich 1995 hatte der Gemeinderat folgende Verteilung: 8 SPÖ, 5 ÖVP und 2 Bürgerliste Stetten.[8]
- Mit den Gemeinderatswahlen in Niederösterreich 2000 hatte der Gemeinderat folgende Verteilung: 9 SPÖ und 6 ÖVP.[9] (15 Mitglieder)
- Mit den Gemeinderatswahlen in Niederösterreich 2005 hatte der Gemeinderat folgende Verteilung: 12 SPÖ und 7 ÖVP.[10]
- Mit den Gemeinderatswahlen in Niederösterreich 2010 hatte der Gemeinderat folgende Verteilung: 11 SPÖ und 8 ÖVP.[11]
- Mit den Gemeinderatswahlen in Niederösterreich 2015 hatte der Gemeinderat folgende Verteilung: 12 SPÖ und 7 ÖVP.[12]
- Mit den Gemeinderatswahlen in Niederösterreich 2020 hat der Gemeinderat folgende Verteilung: 12 SPÖ und 7 ÖVP.[13]
- Mit den Gemeinderatswahlen in Niederösterreich 2025 hat der Gemeinderat folgende Verteilung: 11 SPÖ, 6 ÖVP und 2 FPÖ.[14]

### Bürgermeister
- bis 2014 Leopold Ivan (SPÖ)
- seit 2014 Thomas Seifert (SPÖ)

### Wappen
„In einem unter silbernem Schildeshaupt gespaltenen Schild vorne in Rot eine silberne Sturzkrücke, hinten in Grün ein silbernes Rad, das Schildeshaupt belegt mit einer grünen vierblättrigen Weinranke“.